# Troglohyphantes caligatus
Troglohyphantes caligatus là một loài nhện trong họ Linyphiidae.
Loài này thuộc chi Troglohyphantes. Troglohyphantes caligatus được miêu tả năm 1989 bởi Pesarini.